# アリアンヌ・フィリップス
アリアンヌ・フィリップス（Arianne Phillips, 1963年4月26日 - ）は、アメリカ合衆国ニューヨーク出身の衣裳デザイナー。
1990年代から映画の衣裳も手がけているが、マドンナのスタイリストとしてツアーに同行したこともある。

## 主な作品
- クロウ/飛翔伝説 The Crow (1994)
- タンク・ガール Tank Girl (1995)
- ラリー・フリント The People vs. Larry Flynt (1996)
- インディアナポリスの夏/青春の傷痕 Going All the Way (1997)
- リプレイスメント・キラー The Replacement Killers (1998)
- モッド・スクワット The Mod Squad (1999)
- 17歳のカルテ Girl, Interrupted (1999)
- ヘドウィグ・アンド・アングリーインチ Hedwig and the Angry Inch (2001)
- ストーカー One Hour Photo (2002)
- スウェプト・アウェイ Swept Away (2002)
- アイデンティティー Identity (2003)
- ウォーク・ザ・ライン/君につづく道 Walk the Line (2005)
- 3時10分、決断のとき 3:10 to Yuma (2007)
- シングルマン A Single Man (2009)
- ナイト&デイ Knight and Day (2010)
- W.E. (2011)
- キングスマン Kingsman: The Secret Service (2015)
- ノクターナル・アニマルズ Nocturnal Animals (2016)
- キングスマン:ゴールデン・サークル Kingsman: The Golden Circle (2017)
- ワンス・アポン・ア・タイム・イン・ハリウッド Once Upon a Time in... Hollywood (2019)